# سس لویی
سس لویی یک سس سالاد است که با سس مایونز، سس چیلی، پیازچه و فلفل سبز خرد شده درست می‌شود. این عمدتاً برای غذاهای دریایی، مانند خرچنگ (سالاد خرچنگ لویی) یا میگو (سالاد میگو لویی) استفاده می‌شود .

## اصل و نسب
منشأ این سس سالاد بحث‌برانگیز است. باشگاه المپیک در سیاتل، هتل داونپورت در اسپوکن، واشینگتن، رستوران سولاری، رستوران پودل برگز-فرانک و هتل سنت فرانسیس در سانفرانسیسکو، و The Bohemian در پورتلند، اورگان، همگی ادعای ابداً این سس را دارند. در هر صورت با خرچنگ دانجنس , , همراه بود.
با توجه به کتاب آشپزی میراث آمریکایی که در سال ۱۹۶۴ منتشر شد، سالاد خرچنگ لویی توسط سرآشپز باشگاه المپیک در سیاتل ' این ظرف حاوی سس مایونز، سس چیلی، پیاز سبز خرد شده، فلفل کاین و خامه بود.